# Осколковский сельсовет
Осколковский сельсове́т — муниципальное образование со статусом сельского поселения и административно-территориальное образование в Алейском районе Алтайского края России. 
Административный центр — село Осколково.

## Население
| 1997 | 1998  | 1999 | 2000  | 2001 | 2002 | 2003 | 2004 | 2005 |
| ---- | ----- | ---- | ----- | ---- | ---- | ---- | ---- | ---- |
| 1038 | ↘1030 | ↘950 | ↗1030 | ↘980 | ↘975 | ↘974 | ↘952 | ↘913 |
| 2006 | 2007  | 2008 | 2009  | 2010 | 2011 | 2012 | 2013 | 2014 |
| ↗920 | ↘903  | ↘900 | ↗909  | ↘806 | ↘800 | ↗801 | ↘775 | ↘756 |
| 2015 | 2016  | 2017 | 2018  | 2019 | 2020 | 2021 |      |      |
| ↘739 | ↘728  | ↘705 | ↗706  | ↘689 | ↘675 | ↘668 |      |      |

По результатам Всероссийской переписи населения 2010 года численность населения муниципального образования составила 806 человек, в том числе 386 мужчин и 420 женщин.

## Населённые пункты
В состав сельского поселения входит один населённый пункт — село Осколково.